# Rhododendron oreites
Rhododendron oreites är en ljungväxtart som beskrevs av Herman Otto Sleumer. Rhododendron oreites ingår i släktet rododendron, och familjen ljungväxter. Utöver nominatformen finns också underarten R. o. chlorops.